# Norman Charles Trescowthick
Norman Charles Trescowthick, avstralski častnik, vojaški pilot in letalski as, * 18. julij 1895, Clifton Hill, Victoria, † 1966, Sarasota, Florida, ZDA.  	
Nadporočnik Trescowthick je v svoji vojaški karieri dosegel 7 zračnih zmag.

## Odlikovanja
- Distinguished Flying Cross (DFC)